# Atletika na Letních olympijských hrách 2004
Atletické disciplíny na Letních olympijských hrách 2004 se uskutečnily od 18. srpna do 29. srpna na olympijském stadionu Spiridona Louise v Athénách. Výjimku tvořil maraton (běžel se ve městě Marathón a cíl byl na starobylém stadionu Panathinaiko), chodecké disciplíny, které probíhaly v ulicích Athén a vrh koulí, který se uskutečnil na stadionu ve starověké Olympii.

## Medailisté

### Muži
| Soutěž             | Zlato | Stříbro | Bronz                                                                  |
| 100 m              | Justin Gatlin 9,85 | Francis Obikwelu 9,86                                                                                         | Maurice Greene 9,87                                                    |
| 200 m              | Shawn Crawford 19,79 | Bernard Williams 20,01                                                                                        | Justin Gatlin 20,03                                                    |
| 400 m              | Jeremy Wariner 44,00 | Otis Harris 44,16                                                                                             | Derrick Brew 44,42                                                     |
| 800 m              | Jurij Borzakovskij 1:44,45 | Mbulaeni Mulaudzi 1:44,61                                                                                     | Wilson Kipketer 1:44,65                                                |
| 1500 m             | Hišám Al-Karúdž 3:34,18 | Bernard Lagat 3:34,30                                                                                         | Rui Silva 3:34,68                                                      |
| 5000 metrů         | Hišám Al-Karúdž 13:14,39 | Kenenisa Bekele 13:14,59                                                                                      | Eliud Kipchoge 13:15,10                                                |
| 10 000 metrů       | Kenenisa Bekele 27:05,10 | Sileši Sihine 27:09,39                                                                                        | Zersenay Tadese 27:22,57                                               |
| 110 m překážek     | Liou Siang 12,91 | Terrence Trammell 13,18                                                                                       | Anier García 13,20                                                     |
| 400 metrů překážek | Félix Sánchez 47,63 | Danny McFarlane 48,11                                                                                         | Naman Keïta 48,26                                                      |
| 3000 m překážek    | Ezekiel Kemboi 8:05,81 | Brimin Kipruto 8:06,11                                                                                        | Paul Kipsiele Koech 8:06,64                                            |
| 4 × 100 m štafeta  | Spojené království 38,07 Jason Gardener Darren Campbell Marlon Devonish Mark Lewis-Francis                                              | Spojené státy americké 38,08 Shawn Crawford Justin Gatlin Coby Miller Maurice Greene * Darvis Patton (rozběh) | Nigérie 38,23 Olusoji Fasuba Uchenna Emedolu Aaron Egbele Deji Aliu    |
| 4 × 400 m štafeta  | Spojené státy americké 2:55,91 Otis Harris Derrick Brew Jeremy Wariner Darold Williamson * Andrew Rock (rozběh) * Kelly Willie (rozběh) | Austrálie 3:00,60 John Steffensen Mark Ormrod Patrick Dwyer Clinton Hill                                      | Nigérie 3:00,90 James Godday Musa Audu Saul Weigopwa Enefiok Udo-Obong |
| Maratonský běh     | Stefano Baldini 2:10:55 | Mebrahtom Keflezighi 2:11:29                                                                                  | Vanderlei de Lima 2:12:11                                              |
| Chůze na 20 km     | Ivano Brugnetti 1:19:40 | Francisco Fernández 1:19:45                                                                                   | Nathan Deakes 1:20:02                                                  |
| Chůze na 50 km     | Robert Korzeniowski 3:38:46 | Děnis Nižegorodov 3:42:50                                                                                     | Alexej Vojevodin 3:43:34                                               |
| Skok do výšky      | Stefan Holm 2,36 m | Matt Hemingway 2,34 m                                                                                         | Jaroslav Bába 2,34 m                                                   |
| Skok o tyči        | Timothy Mack 5,95 m | Toby Stevenson 5,90 m                                                                                         | Giuseppe Gibilisco 5,85 m                                              |
| Skok do dálky      | Dwight Phillips 8,59 m | John Moffitt 8,47 m                                                                                           | Joan Lino Martínez 8,32 m                                              |
| Trojskok           | Christian Olsson 17,79 m | Marian Oprea 17,55 m                                                                                          | Danil Burkenja 17,48 m                                                 |
| Vrh koulí          | Adam Nelson 21,16 m | Joachim Olsen 21,07 m                                                                                         | Manuel Martínez 20,84 m                                                |
| Hod diskem         | Virgilijus Alekna 69,89 m | Zoltán Kővágó 67,04 m                                                                                         | Aleksander Tammert 66,66 m                                             |
| Hod kladivem       | Kódži Murofuši 82,91 m | neudělena | Eşref Apak 79,51 m                                                     |
| Hod oštěpem        | Andreas Thorkildsen 86,50 m | Vadims Vasiļevskis 84,95 m                                                                                    | Sergej Makarov 84,84 m                                                 |
| Desetiboj          | Roman Šebrle 8 893 bodů | Bryan Clay 8 820 bodů                                                                                         | Dmitrij Karpov 8 725 bodů                                              |

1. ↑   Ivan Tichon z Běloruska diskvalifikován pro doping

### Ženy
| Soutěž             | Zlato | Stříbro | Bronz |
| 100 m              | Julija Něstěrenková 10,93                                                                                              | Lauryn Williamsová 10,96 | Veronica Campbellová 10,97                                                                                           |
| 200 m              | Veronica Campbellová 22,05                                                                                             | Allyson Felixová 22,18 | Debbie Fergusonová 22,30                                                                                             |
| 400 m              | Tonique Williams-Darling 49,41                                                                                         | Ana Guevaraová 49,56 | Natalja Anťuchová 49,89                                                                                              |
| 800 m              | Kelly Holmesová 1:56,38                                                                                                | Hasna Benhassiová 1:56,43 | Jolanda Čeplaková 1:56,43                                                                                            |
| 1500 m             | Kelly Holmesová 3:57,90                                                                                                | Taťjana Tomašovová 3:58,12 | Maria Cioncanová 3:58,39                                                                                             |
| 5000 m             | Meseret Defarová 14:45,65                                                                                              | Isabella Ochichiová 14:48,19 | Tiruneš Dibabaová 14:51,83                                                                                           |
| 10 000 metrů       | Sing Chuej-na 30:24,36                                                                                                 | Ejegayehu Dibabaová 30:24,98 | Derartu Tuluová 30:26,42                                                                                             |
| 100 metrů překážek | Joanna Hayesová 12,37                                                                                                  | Olena Krasovská 12,45 | Melissa Morrisonová 12,56                                                                                            |
| 400 metrů překážek | Fani Chalkiáová 52,82                                                                                                  | Ionela Tirleaová 53,38 | Teťana Tereščuková 53,44                                                                                             |
| 4 × 100 m štafeta  | Jamajka 41,73 Tayna Lawrenceová Sherone Simpsonová Aleen Baileyová Veronica Campbellová * Beverly McDonaldová (rozběh) | Rusko 42,27 Olga Fjodorovová Julia Tabakovová Irina Chabarovová Larisa Kruglovová                                                                 | Francie 42,54 Véronique Mangová Muriel Hurtisová Sylviane Félixová Christine Arronová                                |
| 4 × 400 m štafeta  | USA 3:19,01 DeeDee Trotterová Monique Hendersonová Sanya Richardsová Monique Hennaganová                               | Rusko 3:20,16 Olesja Krasnomovecová Natalja Nazarovová Olesja Zykinová Natalja Anťuchová * Taťjana Firovová (rozběh) * Natalja Ivanovová (rozběh) | Jamajka 3:22,00 Novlene Williamsová Michelle Burgherová Nadia Davyová Sandie Richardsová * Ronetta Smithová (rozběh) |
| Maratonský běh     | Mizuki Nogučiová 2:26:20                                                                                               | Catherine Nderebaová 2:26:32 | Deena Kastorová 2:27:20                                                                                              |
| Chůze na 20 km     | Athanasia Tsumeleka 1:29:12                                                                                            | Olimpiada Ivanovová 1:29:16 | Jane Savilleová 1:29:25                                                                                              |
| Skok do výšky      | Jelena Slesarenková 2,06 m                                                                                             | Hestrie Cloeteová 2,02 m | Viktorija Sťopinová 2,02 m                                                                                           |
| Skok o tyči        | Jelena Isinbajevová 4,91 m                                                                                             | Světlana Feofanovová 4,75 m | Anna Rogowská 4,70 m                                                                                                 |
| Skok do dálky      | Taťjana Lebeděvová 7,07 m                                                                                              | Irina Simaginová 7,05 m | Taťjana Kotovová 7,05 m                                                                                              |
| Trojskok           | Françoise Etoneová 15,30 m                                                                                             | Chrysopiji Devedziová 15,25 m | Taťjana Lebeděvová 15,14 m                                                                                           |
| Vrh koulí          | Yumileidi Cumbá 19,59 m                                                                                                | Nadine Kleinertová 19,55 m | Světlana Kriveljovová 19,49 m                                                                                        |
| Hod diskem         | Natalja Sadovová 67,02 m                                                                                               | Anastasia Kelesidouová 66,68 m | Věra Cechlová 66,08 m                                                                                                |
| Hod kladivem       | Olga Kuzenkovová 75,02 m                                                                                               | Yipsi Morenová 73,36 m | Yunaika Crawfordová 73,16 m                                                                                          |
| Hod oštěpem        | Osleidys Menéndezová 71,53 m                                                                                           | Steffi Neriusová 65,82 m | Mirela Manjaniová 64,29 m                                                                                            |
| Sedmiboj           | Carolina Klüftová 6 952 bodů                                                                                           | Austra Skujytė 6 435 bodů | Kelly Sothertonová 6 424 bodů                                                                                        |

## Medailové pořadí
| Umístění | Stát                         | Zlato | Stříbro | Bronz | Celkem |
| -------- | ---------------------------- | ----- | ------- | ----- | ------ |
| 1.       | Spojené státy americké (USA) | 9     | 11      | 5     | 25     |
| 2.       | Rusko (RUS)                  | 6     | 7       | 7     | 20     |
| 3.       | Velká Británie (GBR)         | 3     | 0       | 1     | 4      |
| 4.       | Švédsko (SWE)                | 3     | 0       | 0     | 3      |
| 5.       | Etiopie (ETH)                | 2     | 3       | 2     | 7      |
| 6.       | Řecko (GRE)                  | 2     | 2       | 1     | 5      |
| 7.       | Jamajka (JAM)                | 2     | 1       | 2     | 5      |
| 7.       | Kuba (CUB)                   | 2     | 1       | 2     | 5      |
| 9.       | Maroko (MAR)                 | 2     | 1       | 0     | 3      |
| 10.      | Itálie (ITA)                 | 2     | 0       | 1     | 3      |
| 11.      | Čína (CHN)                   | 2     | 0       | 0     | 2      |
| 11.      | Japonsko (JPN)               | 2     | 0       | 0     | 2      |
| 13.      | Keňa (KEN)                   | 1     | 4       | 2     | 7      |
| 14.      | Ukrajina (UKR)               | 1     | 1       | 2     | 4      |
| 15.      | Bělorusko (BLR)              | 1     | 1       | 1     | 3      |
| 16.      | Litva (LTU)                  | 1     | 1       | 0     | 2      |
| 17.      | Česko (CZE)                  | 1     | 0       | 2     | 3      |
| 18.      | Bahamy (BAH)                 | 1     | 0       | 1     | 2      |
| 18.      | Polsko (POL)                 | 1     | 0       | 1     | 2      |
| 20.      | Dominikánská republika (DOM) | 1     | 0       | 0     | 1      |
| 20.      | Kamerun (CMR)                | 1     | 0       | 0     | 1      |
| 20.      | Norsko (NOR)                 | 1     | 0       | 0     | 1      |
| 23.      | Rumunsko (ROU)               | 0     | 2       | 1     | 3      |
| 24.      | Jihoafrická republika (RSA)  | 0     | 2       | 0     | 2      |
| 24.      | Německo (GER)                | 0     | 2       | 0     | 2      |
| 26.      | Austrálie (AUS)              | 0     | 1       | 2     | 3      |
| 27.      | Portugalsko (POR)            | 0     | 1       | 1     | 2      |
| 27.      | Španělsko (ESP)              | 0     | 1       | 1     | 2      |
| 29.      | Lotyšsko (LAT)               | 0     | 1       | 0     | 1      |
| 29.      | Maďarsko (HUN)               | 0     | 1       | 0     | 1      |
| 29.      | Mexiko (MEX)                 | 0     | 1       | 0     | 1      |
| 32.      | Dánsko (DEN)                 | 0     | 0       | 2     | 2      |
| 32.      | Francie (FRA)                | 0     | 0       | 2     | 2      |
| 32.      | Nigérie (NGR)                | 0     | 0       | 2     | 2      |
| 35.      | Brazílie (BRA)               | 0     | 0       | 1     | 1      |
| 35.      | Eritrea (ERI)                | 0     | 0       | 1     | 1      |
| 35.      | Estonsko (EST)               | 0     | 0       | 1     | 1      |
| 35.      | Kazachstán (KAZ)             | 0     | 0       | 1     | 1      |
| 35.      | Slovinsko (SLO)              | 0     | 0       | 1     | 1      |
| 35.      | Turecko (TUR)                | 0     | 0       | 1     | 1      |

## Doping
Několik výsledků atletických soutěží bylo kvůli dopingu změněno. Běloruská diskařka Irina Jatčenková, která skončila ve finále třetí, byla dodatečně diskvalifikována a její bronz připadl Věře Cechlové.